# مگس‌گیر جنگلی سینه‌قهوه‌ای
مگس‌گیر جنگلی سینه‌قهوه‌ای (نام علمی: Cyornis brunneatus) نام یک گونه از سرده مگس‌گیرهای آبی است.